# Joseph-Moïse Désilets
Joseph-Moïse Désilets, né le 13 avril 1838 à Bécancour et mort le 9 septembre 1915 à Trois-Rivières, était avocat au XIXe siècle à Trois-Rivières (Québec, Canada). Il fut bâtonnier du Barreau de Trois-Rivières de 1885 à 1887. Il fut aussi maire de Trois-Rivières de 1869 à 1872.

## Biographie
Joseph-Moïse Désilets est né le 13 avril 1838 à Bécancour.
Il se marie avec Malvina Trudel le 2 juin 1863 à Trois-Rivières.
Joseph-Moïse Desilets meurt à Trois-Rivières le 9 septembre 1915 à l'âge de 77 ans.